# Peter Sawyer
Peter Hayes Sawyer est un médiéviste britannique né le 25 juin 1928 à Oxford et mort le 7 juillet 2018 à Uppsala, en Suède. Il est spécialiste de l'histoire des Vikings et des Anglo-Saxons.

## Biographie
Fils d'un buraliste d'Oxford, Peter Hayes Sawyer effectue ses études au Jesus College de l'université d'Oxford de 1948 à 1951, puis à l'université de Manchester de 1951 à 1953. Après avoir enseigné à Édimbourg, Leeds et Birmingham, il revient pour de bon à Leeds en 1964 comme lecteur, puis comme reader (1967) et enfin comme professeur (1970). Il enseigne aussi ponctuellement à l'université du Minnesota (1966-1967 et 1984) et à l'université de Californie à Berkeley (1985).
Les travaux de Peter Sawyer concernent principalement les Vikings et les Anglo-Saxons. Son catalogue des chartes anglo-saxonnes, publié en 1968, reste la référence dans ce domaine : ces documents sont couramment appelés par le numéro que leur a attribué Sawyer, sous la forme S 000. Il est également à l'origine de l'International Medieval Bibliography, une bibliographie des publications dans le domaine des études médiévales éditée deux fois par an depuis 1967.
Peter Sawyer prend sa retraite en 1982 et part vivre en Suède avec sa deuxième femme, Birgit Strand, qui enseigne elle aussi l'histoire médiévale au niveau universitaire. Il la suit ainsi à Göteborg, puis à Trondheim, en Norvège. Lorsqu'elle prend à son tour sa retraite, en 2007, ils reviennent en Suède et s'installent à Uppsala. Il y meurt en juillet 2018, à l'âge de 90 ans, deux ans après son épouse.

## Publications
- 1962 : The Age of the Vikings
- 1968 : Anglo-Saxon Charters: An Annotated List and Bibliography
- 1978 : From Roman Britain to Norman England
- 1979 : Charters of Burton Abbey
- 1982 : Kings and Vikings: Scandinavia and Europe, A.D. 700–1100
- 1993 : Medieval Scandinavia: From Conversion to Reformation, c. 800–1500 (avec Birgit Sawyer)
- 1994 : Scandinavians and the English in the Viking Age
- 1997 : The Oxford Illustrated History of the Vikings
- 1998 : Anglo-Saxon Lincolnshire
- 2013 : The Wealth of Anglo-Saxon England